# Stemma della Tasmania

Stemma della Tasmania

Lo stemma della Tasmania (in lingua inglese, Coat of arms of Tasmania) è l'emblema nazionale dell'omonimo Stato federato insulare dell'Australia.
Fu concesso da re Giorgio V del Regno Unito con un royal warrant del 21 maggio 1917 e ufficialmente proclamato dal Parlamento tasmaniano il 7 marzo 1919. 
Lo stemma si compone di due tilacini che sorreggono uno scudo, sormontato da un leone rosso, simbolo derivante dall'araldica britannica e che, peraltro, si rinviene anche nella bandiera e sul distintivo ufficiale (State badge) della Tasmania.
Lo scudo è diviso in cinque settori, ognuno simboleggiante una delle ricchezze dell'isola: in alto un covone di grano e un fulmine araldico (quest'ultimo a rappresentare l'energia idroelettrica prodotta dalle centrali della Tasmania), al centro un ariete e, in basso, delle mele e un ramoscello di luppolo.
Lo stesso leone rosso che sovrasta lo scudo impugna una pala e un piccone, a simboleggiare l'industria mineraria dell'isola.
I tilacini poggiano le proprie zampe posteriori su un fregio dorato, il quale, a propria volta, sorregge un drappo bianco recante il motto ufficiale della Tasmania, in latino "Ubertas et fidelitas" (fertilità e fedeltà).